# Кулеметне гніздо

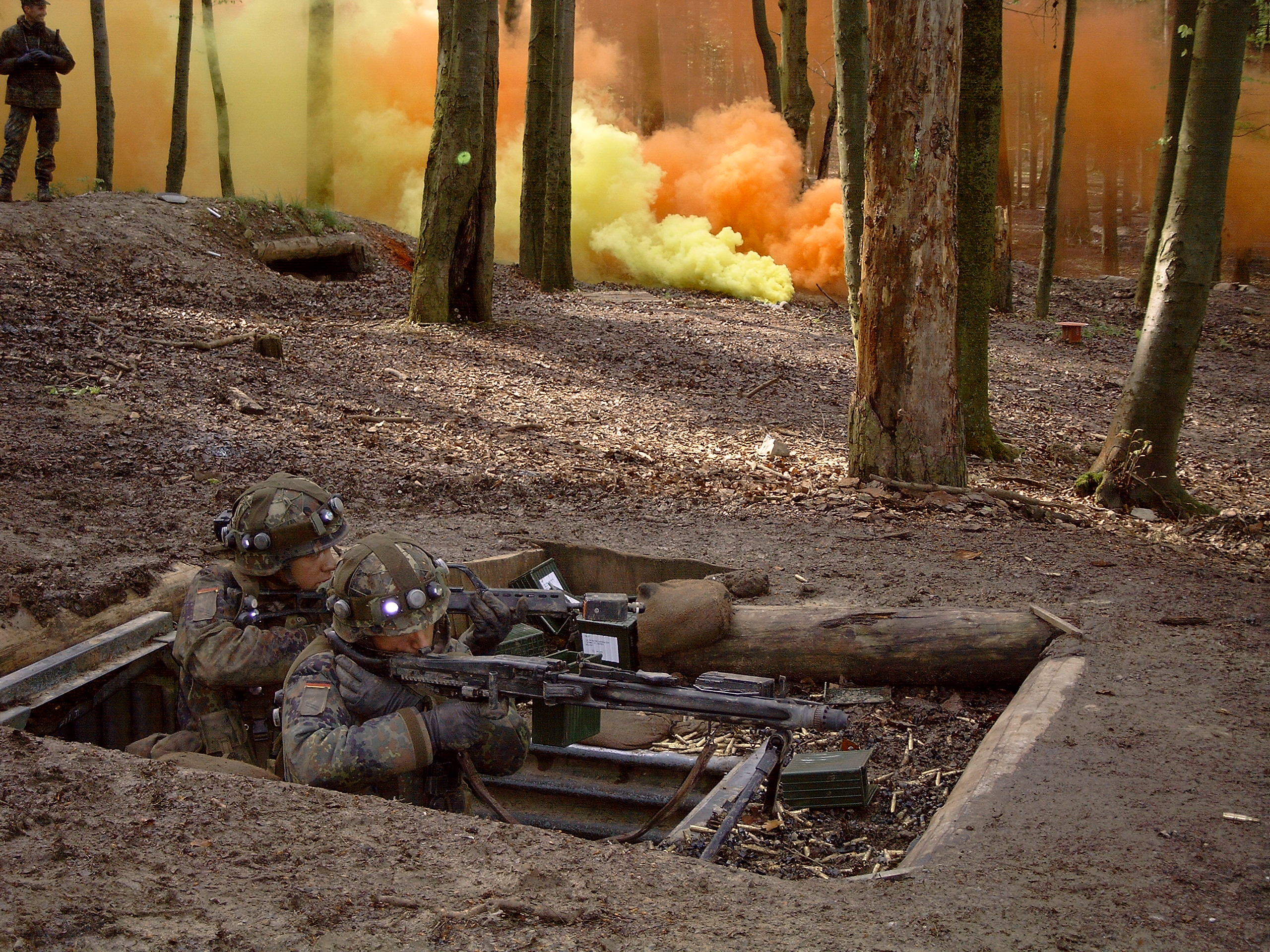
Окоп для стрільби з кулемета стоячи — відкрите кулеметне гніздо

Кулеметне гніздо — фортифікаційна споруда (або окоп для кулемета), збудована для установки кулеметної позиції, зазвичай добре замаскована, може мати легке перекриття (бліндування), яке захищає від осколків снарядів і шрапнелі, і відкрита з тилу. Термін вживався вже у Першу світову війну (1914–1918).
Кулеметні гнізда швидко зводяться, добре приховують кулемет та кулеметну обслугу від вогню противника, являють собою невеликі цілі і не заважають руху вперед підрозділів, що наступають, через проміжки між ними.